# Loris Pradella
Loris Pradella (Sacile, 3 marzo 1960) è un ex calciatore italiano, di ruolo attaccante.

## Carriera

Pradella realizza il suo unico gol in nazionale under 21, contro la, in una gara amichevole disputata ad Avellino

Comincia la sua carriera nel Fontanafredda e poi nel Conegliano. Nella stagione 1980-1981 passa all'Udinese, con cui esordisce in Serie A, e che ritroverà a due stagioni di distanza, dopo un biennio trascorso in Serie B al Monza, dove realizza 12 reti in entrambe le stagioni.
Dopo un'annata al Padova, dal 1985 al 1988 ha il suo miglior periodo al Bologna, dove, da centravanti in coppia con Lorenzo Marronaro totalizza 126 presenze (107 in B, 19 in Coppa Italia) e 38 gol (30 in B, 8 in Coppa Italia) contribuendo con 10 reti all'attivo al successo nel campionato di Serie B 1987-1988.
Nel 1988 torna in Serie A con la Sampdoria, dove è il primo rincalzo dei gemelli del gol Roberto Mancini e Gianluca Vialli. Colleziona 20 presenze 2 gol in campionato, 9 presenze nella vittoriosa Coppa Italia e 4 presenze in Coppa delle Coppe UEFA. A fine stagione torna a Padova dove realizza 4 reti in 31 incontri fra i cadetti.
Dal 1990 al 1994 gioca in Serie C1 con Como, Ravenna (contribuendo alla prima storica promozione in B dei romagnoli nella stagione 1992-1993) e Mantova, quindi passa al Treviso, con cui compie il triplo salto dall'Interregionale alla Serie B. Nella stagione 1997-1998 disputa coi veneti la sua ultima stagione fra i cadetti, con 20 presenze e 3 reti all'attivo.
In carriera ha totalizzato complessivamente 50 presenze e 5 reti in Serie A, e 270 presenze e 68 reti in Serie B. Inoltre ha giocato anche 5 partite, segnando un gol, su sei convocazioni con la maglia della nazionale under 21.

## Palmarès

### Club
- Coppa Italia: 1

Sampdoria: 1988-1989
- Campionato italiano di Serie B: 1

Bologna: 1987-1988
- Campionato italiano di Serie C1: 2

Ravenna: 1992-1993 (girone A)
Treviso: 1996-1997 (girone A)
- Campionato Nazionale Dilettanti: 1

Treviso: 1994-1995 >(girone D)
- Serie C2: 1

Treviso: 1995-1996 (girone B)